# Tipula atreia
Tipula atreia är en tvåvingeart som beskrevs av Petersen och Gelhaus 2004. Tipula atreia ingår i släktet Tipula och familjen storharkrankar. Inga underarter finns listade i Catalogue of Life.